# Enewetak
Enewetak of Eniwetok  is een atol behorend tot de Marshalleilanden, centraal gelegen in de Stille Oceaan. Het bestaat uit ongeveer 40 kleine eilandjes van in totaal 6 vierkante kilometer, die een lagune omvatten van 80 vierkante kilometer. Het atol ligt op 11,30° Noorderbreedte en 162,20° Oosterlengte, op 525 kilometer afstand van Kwajalein, 1020 kilometer ten zuidwesten van Wake-eiland en 4400 km ten zuidwesten van Honolulu. Enewetak is het tweede westelijke gelegen atol van de Ralikketen. In 1999 had het 853 inwoners (vijfde plaats van het land). Bij de census van 2021 was dit gedaald tot 296. De grootste eilanden zijn Eniwetok of Enewetak, Engebi of Athur, Parry, Muty en Igurin.

## Geschiedenis
Vroeger was Eniwetok een Spaanse kolonie. Het was bij de Europeanen onbekend tot het in 1794 werd aangedaan door het Britse handelsschip Walpole. De Britten noemden het eiland "Brown's Range" Het werd bezocht door diverse Europese schepen, voordat het in 1885 een Duitse kolonie werd. Enewetak werd samen met de rest van de Marshalleilanden in 1914 bezet door de Japanse troepen en ingelijfd bij Japan.
Het werd in 1920 onder mandaat gebracht door de Volkenbond.

## Tweede Wereldoorlog
De Japanners negeerden het atol tijdens de Tweede Wereldoorlog zeker niet. In november 1942 bouwden ze een vliegveld op Engebi, met bereikbaarheid van hun vliegtuigen naar de Carolinen en de rest van de Marshalls. Toen de Gilberteilanden in januari 1944 werden aangevallen door Amerikaanse mariniers en hun vloot, verdedigde het Japanse leger (de "1e Amfibiebrigade") het atol. Ze waren echter niet in staat de eilanden te behouden, en toen de Amerikaanse troepen hun Februari-invasie lanceerden, gaven de Japanners zich na een week over. Op 19 februari 1944 veroverden de Amerikanen de eilanden in Operatie Catchpole. Het volledige atol werd op 28 februari onder Amerikaanse controle gebracht.
Op Eniwetok verloren 34 Amerikaanse mariniers het leven, 94 raakten gewond en 3 mariniers werden vermist. Aan Japanse zijde vielen er 700 doden en 25 soldaten gingen in Amerikaans gevangenschap.

## Kernproeven
Na het einde van de Tweede Wereldoorlog besloten de Verenigde Staten Eniwetok te gebruiken als onderdeel van de Amerikaanse "Pacific Proving Grounds". Het hele gebied werd daartoe geëvacueerd.

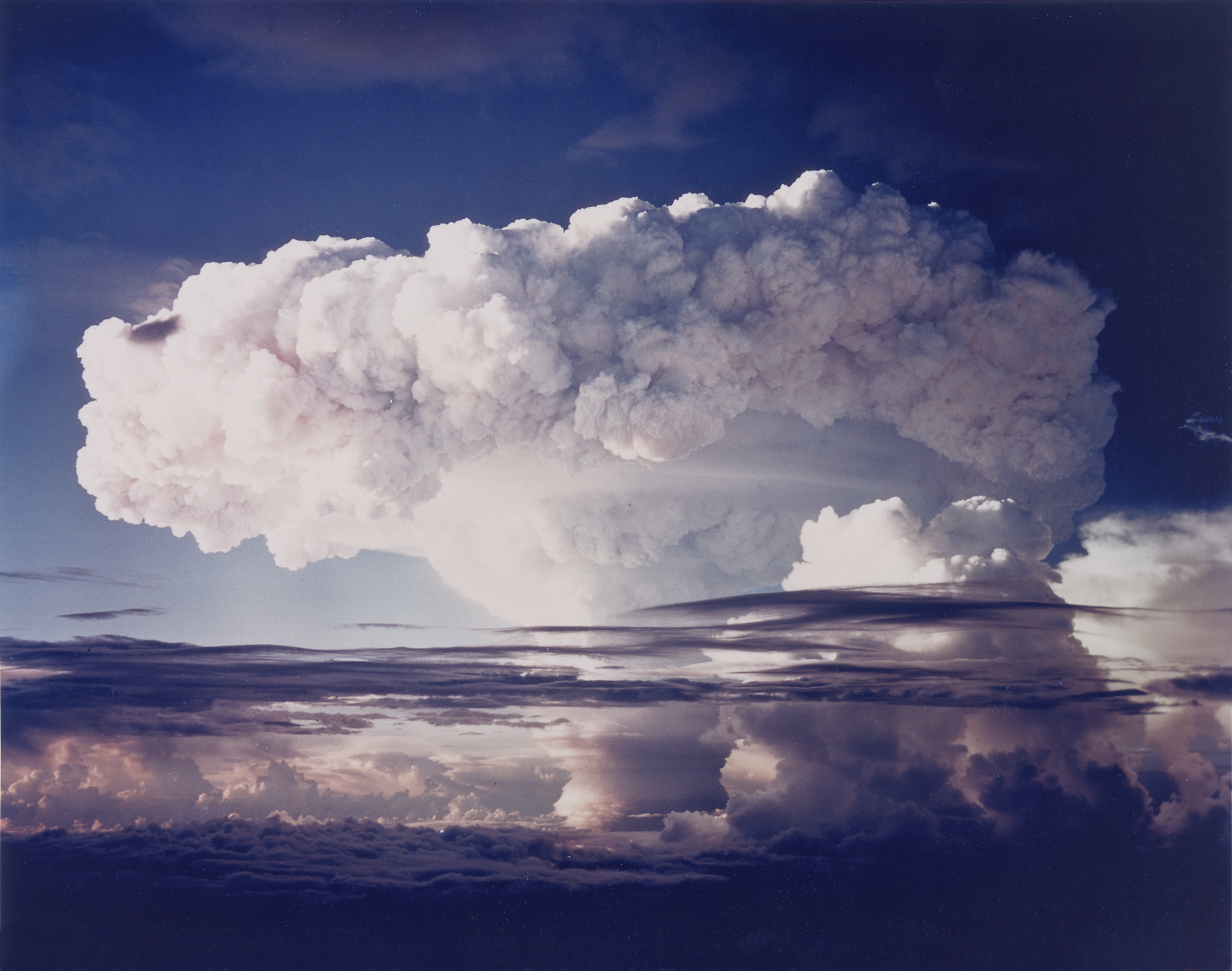
Ivy Mike test, 31 oktober 1952

In het hele testgebied werden in totaal 43 atoomproeven uitgevoerd tussen 1948 en 1958. De eerste test van een waterstofbom kreeg de codenaam "Ivy Mike" en werd uitgevoerd in het najaar van 1952 als deel van "Operatie Ivy", met een explosieve kracht van 10 megaton TNT. Bij de proeven werd gebruikgemaakt van onbemande B-17 Flying Fortresses die door de radioactieve wolk vlogen om monsters te nemen.
Het effect hiervan werd gecontroleerd met op afstand bediende meetapparatuur. Ook het geluid en de temperatuur van de atoomwolk werden gemeten.
In totaal namen 16 tot 20 B-17's deel aan deze atoomproeven. De gebruikte eilanden in het testgebied raakten sterk radioactief besmet. Tijdens de atoomproeven waren ongeveer 11 000 Amerikaanse mecaniciens, wetenschappers en militairen aanwezig. Ze onderzochten de explosiewolken van de bomtesten, waarbij tussen 1948 en 1958 ook enkele raketten werden gelanceerd.

## Terugkeer van de bevolking
De bevolking keerde terug in de jaren 70. Op 15 mei 1977 gaf de Amerikaanse regering de opdracht de eilanden te ontsmetten. Voordat de bevolking terug mocht komen, werd er eerst met geigertellers nagegaan of de eilanden stralingsvrij waren. Drie eilanden zijn totaal onbewoonbaar verklaard en eromheen is een spergebied vastgelegd.
Het wordt tegenwoordig dan ook afgeraden de eilanden te bezoeken. Als dieren als zeevogels en vissen op de eilanden stranden, kunnen ze radioactief besmet raken.

## Overzicht van atoomproeven

### Operatie Sandstone tot Hardtack 1
| Bom                 | Tijd in GMT              | Gebied                     | Kracht              |
| ------------------- | ------------------------ | -------------------------- | ------------------- |
| Operatie Sandstone  |                          |                            |                     |
| X-Ray               | 18.17 - 14 april 1948    | Engebi                     | 37 kton             |
| Yoke                | 18.09 - 30 april 1948    | Aomon                      | 49 kton             |
| Zebra               | 18.04 - 14 mei 1948      | Runit                      | 18 kton             |
| Operatie Greenhouse |                          |                            |                     |
| Dog                 | 18.34 - 7 april 1951     | Runit                      | 81 kton             |
| Easy                | 18.26 - 20 april 1951    | Enjebi                     | 47 kton             |
| George              | 21.30 - 8 mei 1951       | Eberiru                    | 225 kton            |
| Item                | 18.17 - 24 mei 1951      | Enjebi                     | 45,5 kton           |
| Operatie Ivy        |                          |                            |                     |
| Mike                | 1 november 1952          | Elugelab                   | 10,4 Mton           |
| B-17 Proeven        | oktober - november 1952  | Elugelab                   | Atoomwolkmetingen   |
| King                | 16 november 1952         | Runit                      | 500 kton            |
| Operatie Redwing    |                          |                            |                     |
| Lacrosse            | 18.25 - 4 mei 1956       | Runit                      | 40 kton             |
| Yuma                | 19.56 - 27 mei 1956      | Aomon                      | 0,19 kton           |
| Erie                | 18.15 - 30 mei 1956      | Runit                      | 14,90 kton          |
| Seminole            | 00.55 - 6 juni 1956      | Bogon                      | 13,7 kton           |
| Blackfoot           | 18.26 - 11 juni 1956     | Runit                      | 8 kton              |
| Kickapoo            | 23.26 - 13 juni 1956     | Aomon                      | 1,49 kton           |
| Osage               | 01.14 - 16 juni 1956     | Runit                      | 1,49 kton           |
| Inca                | 21.26 - 21 juni 1956     | Rujoru                     | 1,7 kton            |
| Mohawk              | 18.06 - 2 juli 1956      | Eberiru                    | 15,2 kton           |
| Apache              | 18.06 - 8 juli 1956      | Krater van Ivy Mike        | 1,85 Mton           |
| Huron               | 18.12 - 21 juli 1956     | Van Flora                  | 250 kton            |
| Operatie Hardtack 1 |                          |                            |                     |
| Yucca               | 18.15 - 28 april 1958    | 157 km NO van Eniwetok     | 1,7 kton            |
| Cactus              | 18.15 - 5 mei 1958       | Runit                      | 18 kton             |
| Fir                 | 17.50 - 11 mei 1958      | Eniwetok                   | 1360 kton           |
| Butternut           | 18.15 - 11 mei 1958      | Eniwetok                   | 81 kton             |
| Koa                 | 18.30 - 12 mei 1958      | Eniwetok                   | 1370 kton           |
| Wahoo               | 01.30 - 16 mei 1958      | Eniwetok                   | 9 kton              |
| Holly               | 18.30 - 20 mei 1958      | Eniwetok                   | 5,9 kton            |
| Nutmeg              | 21.20 - 21 mei 1958      | Bikini                     | 25,1 kton           |
| Yellowwood          | 02.00 - 26 mei 1958      | Eniwetok                   | 330 kton            |
| Magnolia            | 18.00 - 26 mei 1958      | Eniwetok                   | 57 kton             |
| Tobacco             | 02.50 - 30 mei 1958      | Eniwetok                   | 11,6 kton           |
| Sycamore            | 03.00 - 31 mei 1958      | Bikini - 3,5 m boven water | 92 kton (5000 kton) |
| Rose                | 18.45 - 2 juni 1958      | Eniwetok                   | 15 kton             |
| Umbrella            | 23.15 - 8 juni 1958      | Eniwetok-lagune            | 8 kton              |
| Walnut              | 18.30 - 14 juni 1958     | Eniwetok                   | 1,45 kton           |
| Linden              | 03.00 - 18 juni 1958     | Eniwetok                   | 11 kton             |
| Elder               | 18.30 - 27 juni 1958     | Eniwetok                   | 880 kton            |
| Oak                 | 19.30 - 28 juni 1958     | Eniwetok-lagune            | 8,9 megaton         |
| Sequoia             | 19.30 - 1 juli 1958      | Eniwetok                   | 5,2 kton            |
| Dogwood             | 18.30 - 5 juli 1958      | Eniwetok                   | 397 kton            |
| Scaevola            | 04.00 - 14 juli 1958     | Eniwetok                   | 0 kton              |
| Pisonia             | 23.00 - 17 juli 1958     | Eniwetok                   | 255 kton            |
| Olive               | 18.15 - 22 juli 1958     | Eniwetok                   | 202 kton            |
| Pine                | 20.30 - 26 juli 1958     | Eniwetok                   | 2000 kton           |
| Quince              | 02.15 - 6 augustus 1958  | Eniwetok                   | 0 kton              |
| Fig                 | 04.00 - 18 augustus 1958 | Eniwetok                   | 0,02 kton           |

### Eniwetok na de Operaties

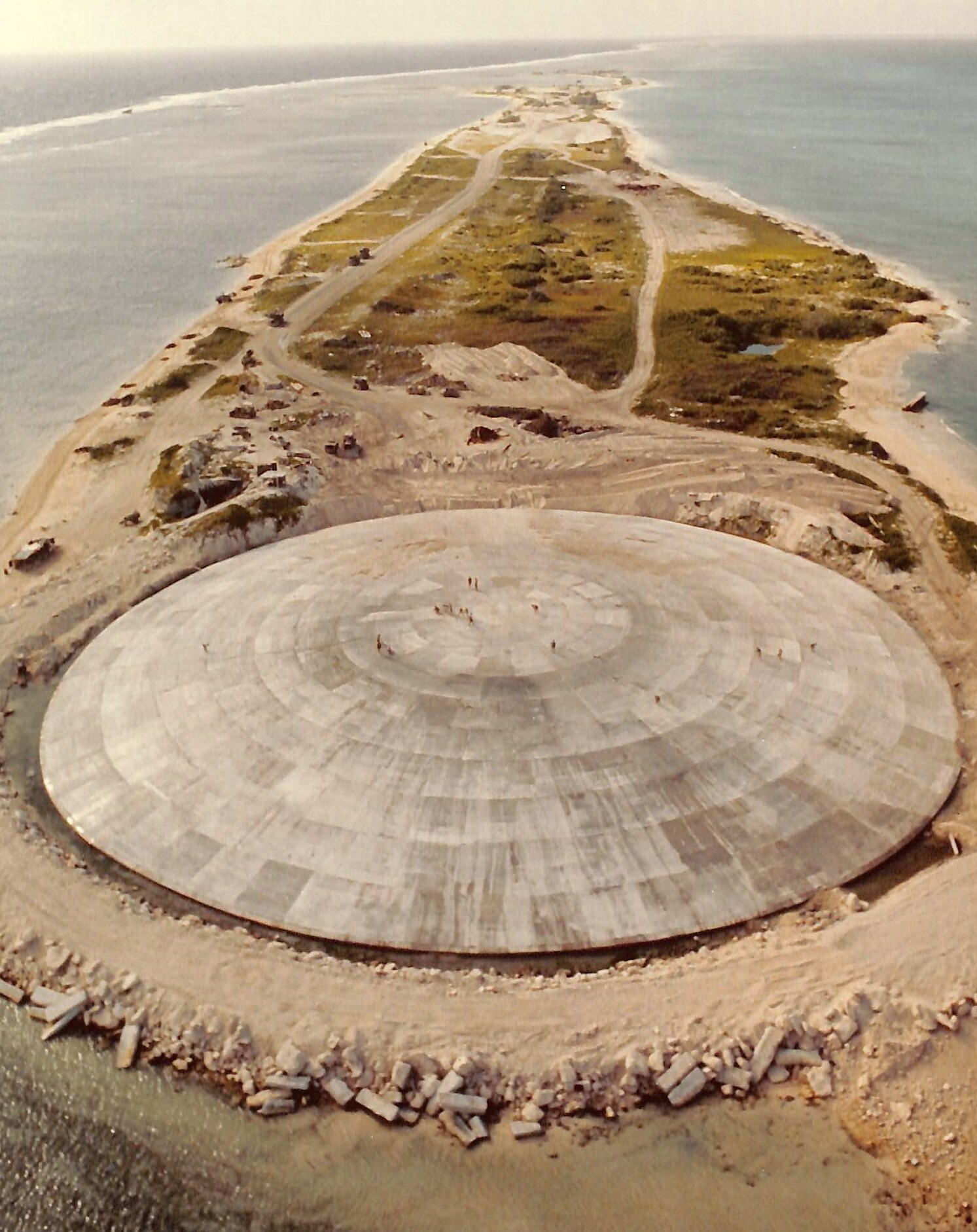
De Runit Dome op het eiland Runit dat een van de veertig eilanden van Enewetak is. De koepel werd geplaatst in een krater met een doorsnede van 100 meter die veroorzaakt werd door 'Cactus': een van de 35 nucleaire proeven van de Verenigde Staten in het kader van Operation Hardtack I die plaatsvonden van 28 april tot en met 18 augustus 1958 op zogeheten Pacific Proving Grounds. Sinds eind jaren 70 herbergt de krater nucleair afval.

Van 1977 tot 1980 werden drie eilanden gezuiverd om overgebleven atoomgruis en -stof te verwijderen. De verschroeide aarde werd afgegraven en samen met het bijeen verzamelde gruis en stof werd het nucleaire afval in twee explosiekraters gestort. Deze kraters ontstonden op 4 mei 1956 bij de Lacrosse- en op 5 mei 1958 bij de Cactus-explosies op het eiland Runit. Doordat ze werden dichtgestort met beton, is er lange tijd geen ioniserende straling gemeten. Een rapport uit 2013 dat werd opgesteld in opdracht van het Amerikaanse Ministerie van Energie vermeldt dat radioactief materiaal uit de krater lekte waardoor de lokale bewoners van Enewetak in hun bestaan worden bedreigd. Bij de sanering is het afdekken van de poreuze bodem van de krater nagelaten vanwege de hoge kosten, waardoor het zeewater in de krater terecht komt. Runit is een sperzone en dient wegens de lange halfwaardetijd van de radioactieve stoffen (ongeveer 12 000 jaar) door mensen vermeden te worden. Het gebied zal daar waarschijnlijk voor altijd onbewoonbaar blijven. Het Amerikaanse ministerie van Energie heeft de export van vis en kopra (vruchtvlees van de kokosnoot) van Enewetak verboden vanwege de aanhoudende besmetting ervan. Het voedselpatroon van de lokale bewoners is verschoven van dit traditionele lokale voedsel naar ingevoerd voedsel zoals spam, met gezondheidsproblemen zoals diabetes tot gevolg.